# Paratrea plebeja
Paratrea plebeja là một loài bướm đêm thuộc họ Sphingidae và là loài duy nhất trong chi Paratrea. Loài này có ở phần phía đông của Hoa Kỳ đến Đại Bình nguyên Bắc Mỹ. Nó cũng có mặt ở Nebraska, Kansas, Oklahoma và miền đông Texas.
Chiều dài sải cánh từ 31–35 mm.